# Christian Schönbein
Christian Friedrich Schönbein (født 18. oktober 1799 i Metzingen i Württemberg, død 29. august 1868 i Baden-Baden) var en  tysk kemiker.
Schönbein studerede først teknisk kemi og derefter naturvidenskaber i almindelighed. 1824—1825 var han lærer i fysik og kemi ved opdragelsesanstalten i Keilhau ved Rudolstadt, privatiserede derpå i England og Frankrig og blev i 1828 professor i kemi ved universitetet i Basel. 
Schönbein har offentliggjort et stort antal arbejder, af hvilke de vigtigste omhandler ozon, som han opdagede i 1840, metallernes overilter, hvori han antog en del af ilten til stede som ozon, metallernes passive tilstand og de katalytiske virkninger. I 1846 opdagede han skydebomuld og kollodium (en sejtflydende opløsning af cellulosenitrat i for eksempel en blanding af ether og ethanol). Hans arbejder er navnlig offentliggjorte i Poggendorffs Annaler og i Erdmanns Journal für praktische Chemie.